# Myioparus plumbeus
A Myioparus plumbeus a madarak osztályának a verébalakúak (Passeriformes) rendjéhez és a  légykapófélék (Muscicapidae) családjához tartozó faj.

## Rendszerezése
A fajt Gustav Hartlaub német ornitológus írta le 1858-ban, a Stenostira nembe Stenostira plumbea néven. Egyes szervezetek a Fraseria nembe sorolják Fraseria plumbea néven.

## Alfajai
- Myioparus plumbeus catoleucus (Reichenow, 1900)
- Myioparus plumbeus orientalis (Reichenow & Neumann, 1895)
- Myioparus plumbeus plumbeus (Hartlaub, 1858)[1]

## Előfordulása
Afrikában, Angola, Benin, Bissau-Guinea, Botswana, Burkina Faso, Burundi, a Dél-afrikai Köztársaság, Dél-Szudán, Csád,  Elefántcsontpart, Egyenlítői-Guinea, Etiópia, Gabon, Gambia, Ghána, Guinea, Kamerun, Kenya, a Kongói Köztársaság, a Kongói Demokratikus Köztársaság, a Közép-afrikai Köztársaság, Libéria, Malawi, Mali, Mozambik, Namíbia, Niger, Nigéria, Ruanda, Sierra Leone, Szenegál, Szudán, Szváziföld, Tanzánia, Togo, Uganda, Zambia és Zimbabwe területén honos. 
Természetes élőhelyei a trópusi és szubtrópusi síkvidéki esőerdők, lombhullató erdők és szavannák, valamint ültetvények és szántóföldek. Állandó, nem vonuló faj.

## Megjelenése
Testhossza 13 centiméter.
|  |

## Életmódja
Elsősorban rovarokkal táplálkozik.

## Természetvédelmi helyzete
Az elterjedési területe rendkívül nagy, egyedszáma pedig stabil. A Természetvédelmi Világszövetség Vörös listáján nem fenyegetett fajként szerepel.